# Museum Schloss Fechenbach
Das Museum Schloss Fechenbach (früher Kreis- und Stadtmuseum Dieburg) zeigt historische Gegenstände aus Dieburg und dem Landkreis Darmstadt-Dieburg. Es befindet sich in der Eulengasse 8 am Rande der historischen Dieburger Altstadt im Schloss Fechenbach.

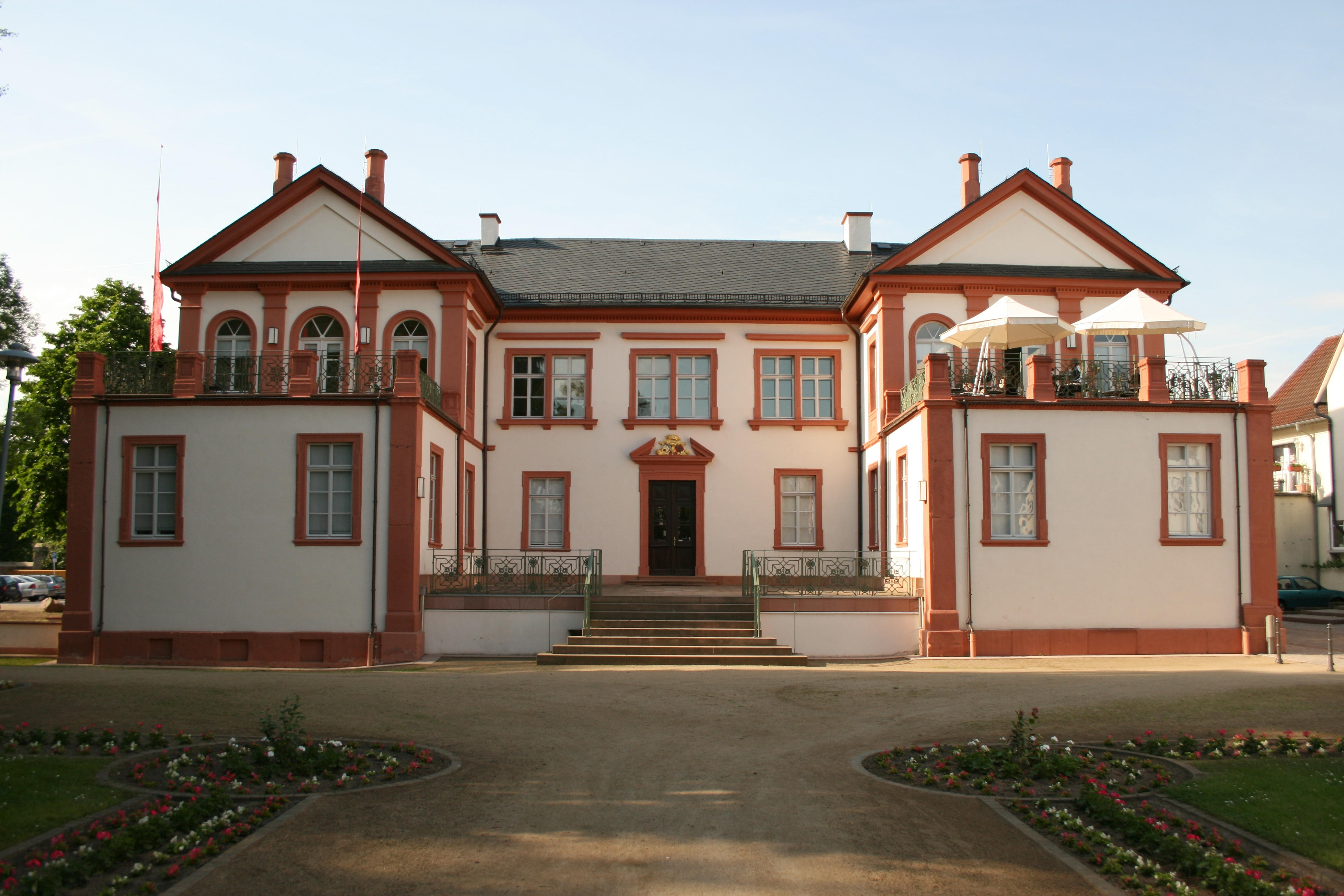
Schloss Fechenbach in Dieburg 2009.

## Sammlung
Die Sammlung ist der Archäologie und Volkskunde gewidmet und beinhaltet Stücke aus allen historischen Epochen, wobei traditionell die Römerzeit einen Großteil der Ausstellungsfläche einnimmt. Nach einem Umbau (abgeschlossen 2007) konnten auch die Ausstellungen der Vorgeschichte und der Neuzeit erweitert werden. Regelmäßige Sonderausstellungen ergänzen das Programm.
Die Ausstellungen der Vorgeschichte, Römerzeit und des Mittelalters befinden sich im Keller des Gebäudes. Im Treppenhaus sind verschiedene Steindenkmäler präsentiert, darunter eine Kopie des Kleestädter Leugensteins. Der erste Raum des Kellergeschosses enthält eine Vorstellung verschiedener Methoden der Archäologie.

### Vorgeschichte
Die frühesten Funde menschlicher Besiedlung sind im zweiten Kellerraum mit dem Schwerpunkt Jungsteinzeit ausgestellt. Die fruchtbaren Lössböden des Dieburger Beckens ermöglichten bereits früh eine Besiedlung der Region, die sich in zahlreichen Funden widerspiegelt. Die Funde illustrieren die Lebensumstände der einzelnen Epochen. Jeweils einen weiteren Raum nimmt die Bronzezeit sowie die darauf folgende Eisenzeit ein.

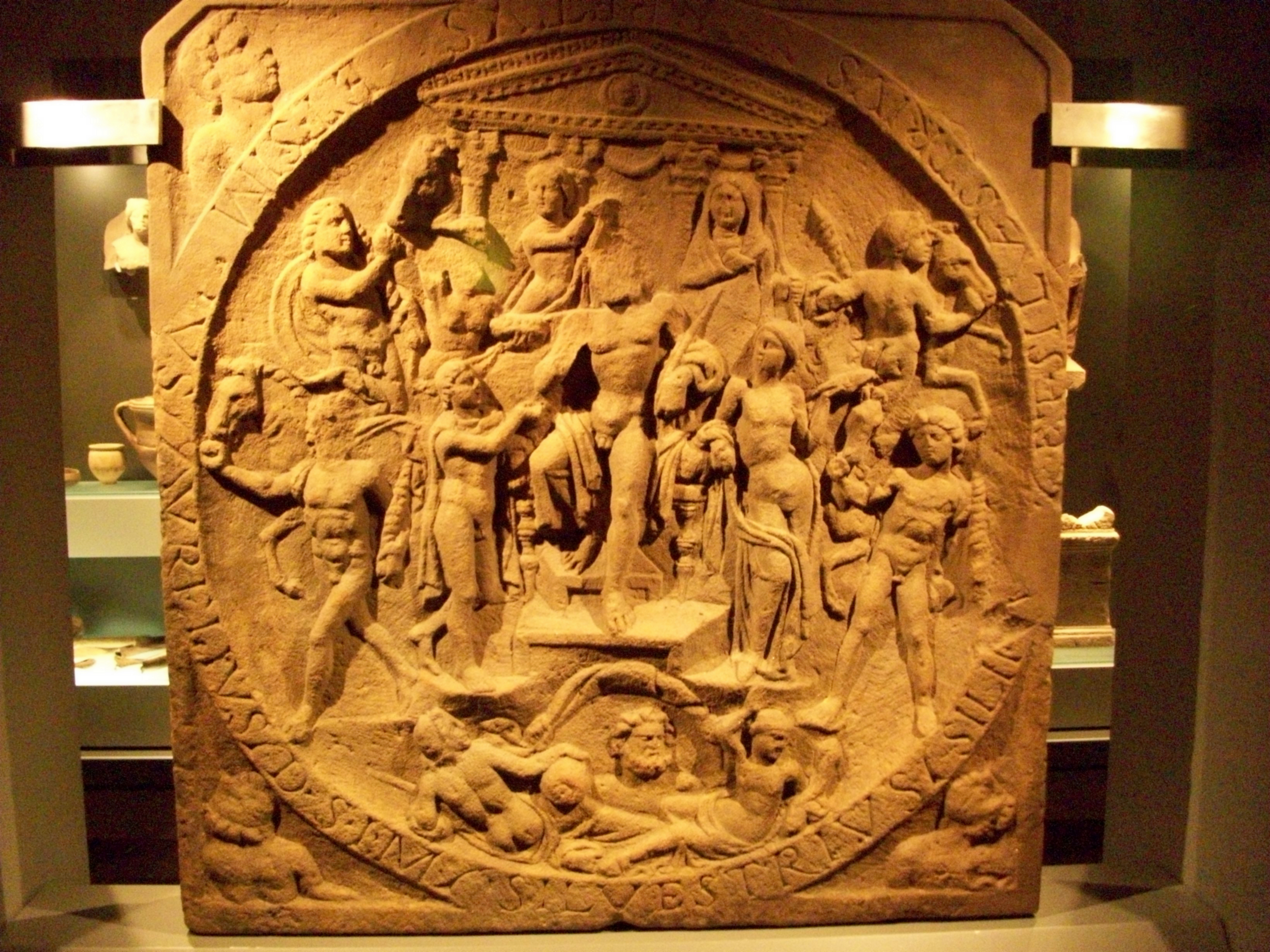
Dieburger Mithrasrelief.

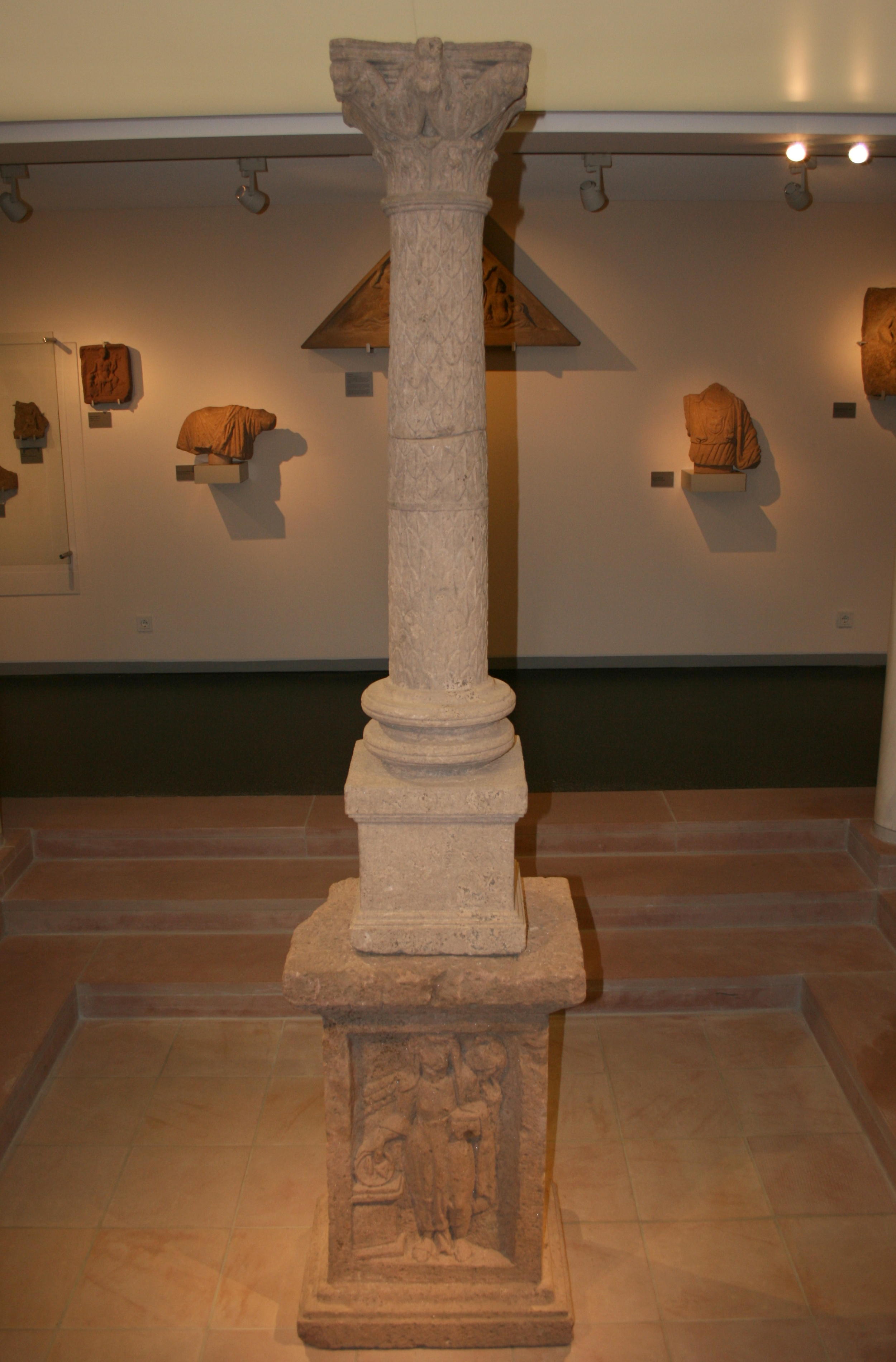
Teile einer Jupitergigantensäule in der römischen Abteilung.

### Römerzeit
Als Hauptort der Civitas Auderiensium gibt es aus dem römischen Dieburg zahlreiche Fundstücke. Die Abteilung ist nach sieben verschiedenen Schlagworten gegliedert:
- Unter dem Stichwort „Handel und Gewerbe“ wird unter anderem ein Modell der Römischen Villa Haselburg gezeigt.
- „Bautechnik“ illustriert anhand der Funde verschiedene technische Errungenschaften der Römerzeit, darunter die Funktionsweise einer Hypokaustheizung. Regionale Funde von Verkleidungsziegeln mit Rollstempeldekor[2] erläutern die Möglichkeiten zum Wandverputz.
- Steindenkmäler aus Dieburg und der Umgebung werden in der Abteilung „Götterwelt“ gezeigt, darunter eine Jupitergigantensäule.
- Unter „Bestattung“ werden vorwiegend Funde aus den sechs römischen Gräberfeldern gezeigt, die um Dieburg ausgegraben wurden.
- „Ess- und Trinksitten“ zeigt vorwiegend anhand von Keramikfunden die Ernährungsgewohnheiten der damaligen Zeit.
- Das Triclinium ermöglicht es, wie in der Römerzeit üblich, auf der Liege eines Speisesaals Platz zu nehmen.
- Glanzstück der römischen Abteilung ist das rekonstruierte Mithräum mit Kultbild, das durch ein Multimediaangebot unterstützt wird.

### Mittelalter
In den beiden letzten Kellerräumen befindet sich die Sammlung zum Mittelalter. Sie enthält Funde aus fränkischer Zeit sowie aus der seit dem 12. Jahrhundert fassbaren Burg und der frühen Stadtgeschichte Dieburgs. Bereits im Erdgeschoss ist ein Raum den Dieburger Adelsfamilien, besonders den Ulner von Dieburg und den Herren von Groschlag gewidmet.

### Neuzeit
Seit der römischen Zeit ist in Dieburg das Töpferhandwerk nachweisbar. Ein Raum zeigt die Dieburger Töpfereigeschichte von der Römerzeit über das Mittelalter bis in das 20. Jahrhundert.
Von den weiteren Räumen des Erdgeschosses ist jeweils einer der Baugeschichte des Schlosses, den Freiherren von Fechenbach als Namensgeber des Schlosses sowie dem 19. und 20. Jahrhundert gewidmet. Letzterer enthält einen Kolonialwarenladen.
Im Obergeschoss befinden sich heute ein Saal, Tagungsräume, die Sonderausstellung und das Museumscafé.